# Echinops ritro

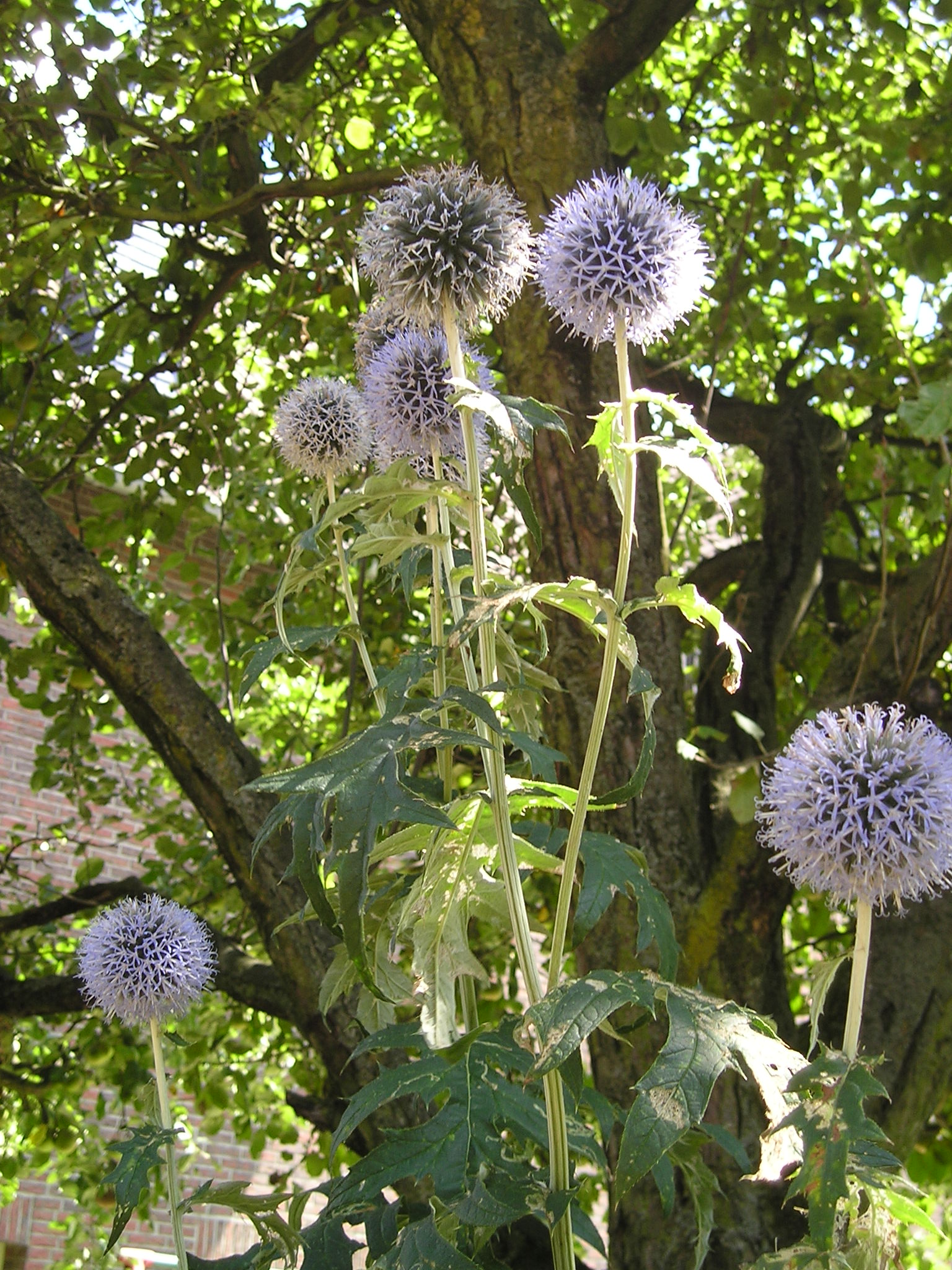
Echinops ritro.

El cardo yesquero o cardo abadejo es la especie Echinops ritro, una planta de la familia Asteraceae, natural de Europa central y meridional, Asia occidental y Siberia. Su basónimo es Echinops ritro L.

## Descripción
Planta de tallo algodonoso que alcanza 10-40 cm de altura. Hojas color verde brillante dividida profundamente por lóbulos estrechos, agudos y espinosos. Las flores de color azul son tubulares y se colocan en esferas.

## Usos
Contiene flavonoides que de dan propiedades diuréticas, también es útil en parálisis faciales y neuritis. Considerado sudorífico.

## Curiosidades
Es en la forma y terminación de las hojas donde mejor distinguiremos las diferencias entre las especies. (Se muestra detalle en la foto). Su terminación es en una afiladísima aguja.

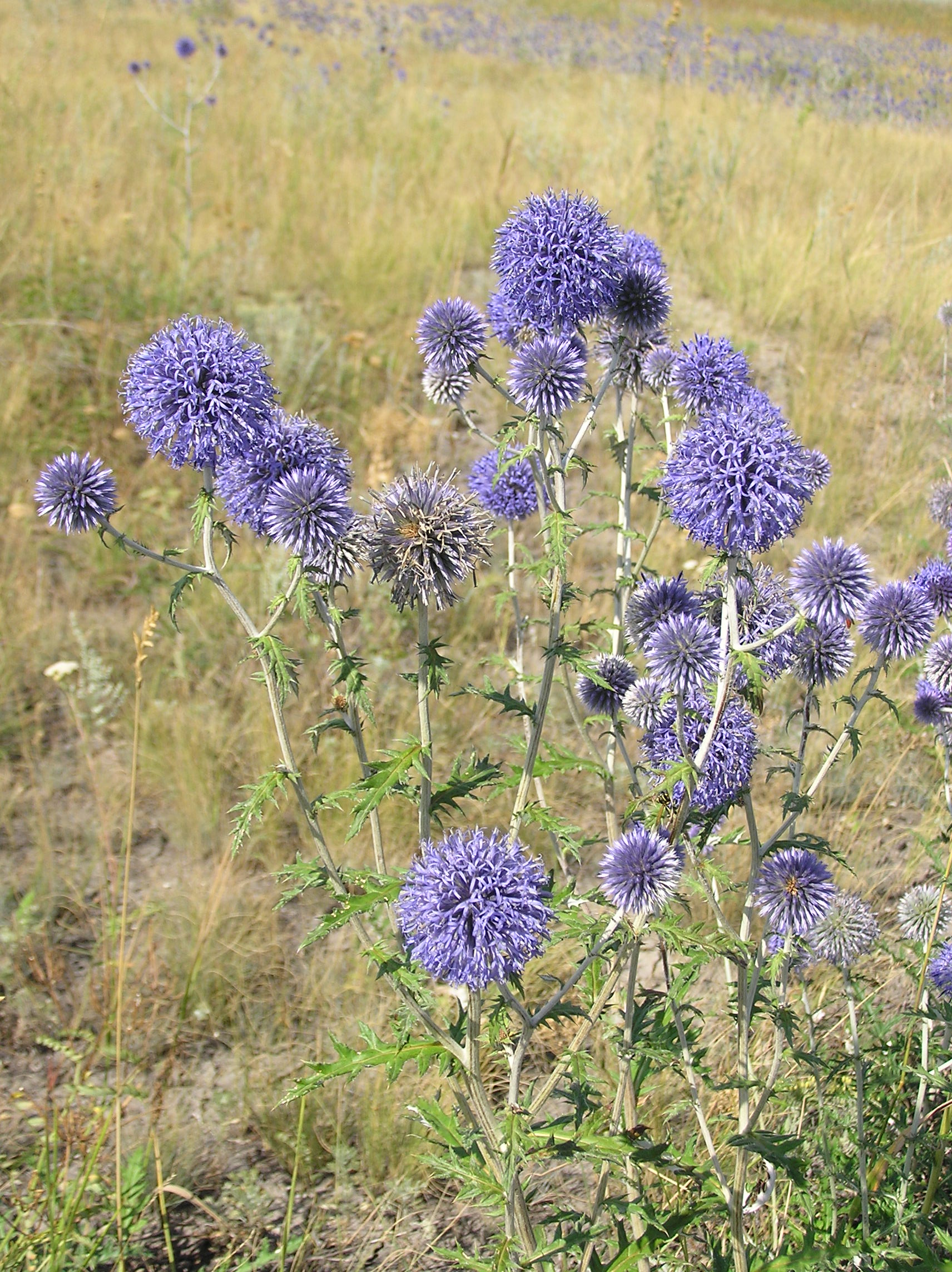
Echinops ruthenicus (Sarátov)

## Taxonomía
Echinops ritro fue descrita por Carlos Linneo   y publicado en Species Plantarum 2: 815. 1753.
Etimología
Echinops: nombre genérico que se deriva de la combinación de dos palabras griegas: erizo y  visión ( op = ojo), esto significa que la planta se parece a un erizo. 
ritro: epíteto que no es más que el nombre griego de la planta.
Variedades
Se recogen únicamente las subespecies de la península ibérica y Baleares:
- Echinops ritro var. elbursensis  (Rech.f.)  Parsa
- Echinops ritro meyeri (DC.) Kozuharov
- Echinops ritro ruthenicus (Bieb.) Nyman
- Echinops ritro sartorianus (Boiss. & Heldr.) Kozuharov
- Echinops ritro siculus (Strobl) Greuter
- Echinops ritro thracicus (Velen.) Kozuharov

Sinonimia
- Echinops ritro var. tenuifolius DC.
- Echinops tauricus Willd. ex Ledeb.
- Echinops tenuifolius Fisch. ex Schkuhr[3]

## Nombres comunes
- Castellano: abadejo, cabeza de erizo, cabeza de viejo, cardo abadejo, cardo azul, cardo yesquero, cocodrilo de Montpellier.[4]